# Gyldenstolpe
Gyldenstolpe var en svensk friherrlig och grevlig adelsätt.

## Historia
Adelsättens anfader är Olof som var bonde i Ångermanland. Hans son Olaus Olai Angermannus (död troligen senast 1630) var präst, verksam i Växjö, och gift med kyrkoherdedottern Gunilla, dotter till Erlandus Petri i Pjätteryds socken.
Deras son Michael Olai Wexionius (1609-1670) var professor vid Kungliga Akademien i Åbo och sedermera häradshövding i Österbotten. Han var gift med Susanna Crucimontana, dotter till Nicolaus Svenonis Crucimontanus och Malin Christophersdotter. Han adlades den 19 september 1650  på Stockholms slott av drottning Kristina med namnet Gyllenstolpe och introducerades samma år den 11 juni under nummer 504. Ätten uppflyttades den 11 mars 1778 i den då återinrättade andra klassen, riddarklassen.
Hovkanslern, sedermera riksrådet Nils Gyldenstolpe (1642–1709), upphöjdes i friherrlig värdighet den 12 september 1687 på Stockholms slott av Karl XI och introducerades den 2 maj 1689 under nummer 86, men ätten uteslöts ur matrikeln 1727 såsom varande introducerad i högre värdighet.
Han upphöjdes nämligen vidare i grevlig värdighet den 10 januari 1690 på Stockholms slott av Karl XI och introducerad i denna värdighet den 11 mars 1693 under nr 35 varvid den friherrliga ätten utgick.
Ätten var inte representerad i Sverige efter 1809, men immatrikulerades på Finlands Riddarhus den 2 juni 1818 under nummer 40 bland adelsmän. Den upphöjdes i finländsk friherrlig värdighet den 14 april 1827 och introducerades den 16 juli 1829 under nummer 31 bland friherrar, men den utslocknade den 4 november 1831.
Den grevliga ätten dog ut på svärdssidan den 10 april 1961 med kabinettskammarherre Nils Karl Gustaf Fersen Gyldenstolpe och på spinnsidan den 8 december 2017 med hans dotter Märta gift Hamilton nr 86.
Oscar I:s mätress Jacquette Löwenhielm hette Gyldenstolpe som flicknamn.

## Personer med efternamnet Gyldenstolpe
- Nils Gyldenstolpe (1642–1709), lantmarskalk och kanslipresident
- Nils Philip Gyldenstolpe (1734–1810), landshövding
- Gustaf Anton Gyldenstolpe (1744–1827), militär
- Nils Gyldenstolpe (1768–1844), general och landshövding
- Carl Edvard Gyldenstolpe (1770–1831), finländsk ämbetsman
- Nils Gyldenstolpe (1799–1864), krigsminister och riksmarskalk
- Anton Gabriel Gyldenstolpe (1801–1857), militär och politiker
- Ulric Wilhelm Gyldenstolpe (1808–1863), militär och hovman
- Gustaf Gyldenstolpe (1839–1919), militär och hovman
- August Gyldenstolpe (1849–1928), utrikesminister
- Nils Gyldenstolpe (1886–1961), ornitolog

## Vapen beskrivning
Gyldenstolpe är bildat ur första delen av efternamnet från Michael Olai Wexionius mecenat, riksrådet och riksamiralen Karl Karlsson Gyllenhielm och namnet från den nyligen utslocknade ätten Stolpe som hans mormor Karins mor uppges ha tillhört. Sköldmärket utspelar dessa namn mycket tydligt, med den blåa skölden som innehåller en förgylld stolpe stående upprätt med en lagerkrans, vilket är formulerat i sköldebrevet. Lagerkransen är en symbol för ära från det akademiska området. På hjälmen står tydligare en stolpe mellan två vingar, där halva parten är blå och andra halvan är gul.  

## Blasonering

### Grevliga
| ”                                                                       | een i Lengden med trenne, så och med ett twärstreek i Åtta deelar fördehlt Skiöld mitt uti den samme står deβ Stamwapen, som är en blå Skiöld och däruti en gyllene Stålpe, bekrönt med een Lager Crantz af Sölfwer. Men af sielfwa Grefwelige Wapnet är det första fältet af Gull uti hwilcket ligger een blå Muur, och utur den samme upstiger öfra deelen af een Grijp af röd färg, hållandes een blå Pelare emellan fötterne som med een grön Lager Crantz är bekrönt. Det andra Fältet är swart, hwaruti ståår ett Krönt Leijon af Gull, hållandes öfwerste spitzen af Mercurij Staf i högra Rahmen, warandes fältet kring Leijonet med små Stiernor af Gulld öfwerströdt. Det tredie Fältet är af Sölfwer och däruti een flygande Dufwa af naturlig ferg, hållandes en grön qwist i Munnen emellan twänne röda bander; Det fierde Fältet är Rödt och däruti Mercurij Staf af Gull, sampt een bahr Wäria af Sölfwer emot hwar annan Korβwijs stälte; Det femte Fältet är till alla deβ dehlar lijkt med det fierde, och äfwen det Siette med det Tredie, så och det Siuende med det Andra; sampt det Åttonde med det första, åfwan på Skiölden stå trenne öpne Tårner Hielmar med en Grefwelig Crona på hwardera Hielmen, utur den medelsta Hielm Cronan upstijger en Gyllene Stolpe af samma skick som i sielfwa StamWapnet, dock allenat med den andring, at Crantzen öfwer denne är Grön ståendes emellan twenne Wingar, hwilkas högre öfwre och Wänstra nedre deelar äre af Gull och de begge öfrige blå, Utur den högre Hielm Cronan upstijger ofra deelen af een Grijp i allting lijk med den som står i det första Fältet, uthur den Wänstra Hielm Cronan wijser sig öfra deelen af ett Crönt Leijon af Gull, hållandes een Mercurij Staf af Gull i Högre Rahmen. Löfwärcket eller Hielmtäcket är af Gull, Sölfwer, Blått, Rödt och Swart, aldeles som detta Grefwelige Wapnet här ofwanföre med sine rätte och Naturlige Färgor afmåhlat finnes | „ |
| – Grevebrevet i original, RHA. Transkription: Göran Mörner, 2017-04-22. | |   |

### Adliga
| ”                                                   | Een blåå Sköldh, där uthj een förgyldt Stolpe stående opprätt medh een Lagerkrantz; Åfwan oppå Skölden een öppen tornerehiälm, täckedh och krantzen medh blått, gult och rödt fördeelte; Åfwan opå hiälmen een förgyldt stolpe och så medh een Lagerkrantz, stående emillan twenne wingar halfparthen gule och halfparthen blåå, aldeles som thedh medh sine rätte och egendtlige färgor här repræsenteradt och afmåladt finnes. | „ |
| – Transkription: Karin Borgkvist Ljung, 2017-04-28. | |   |

## Galleri

Gyldenstolpes Vapensköldar i Finlands Riddarhus
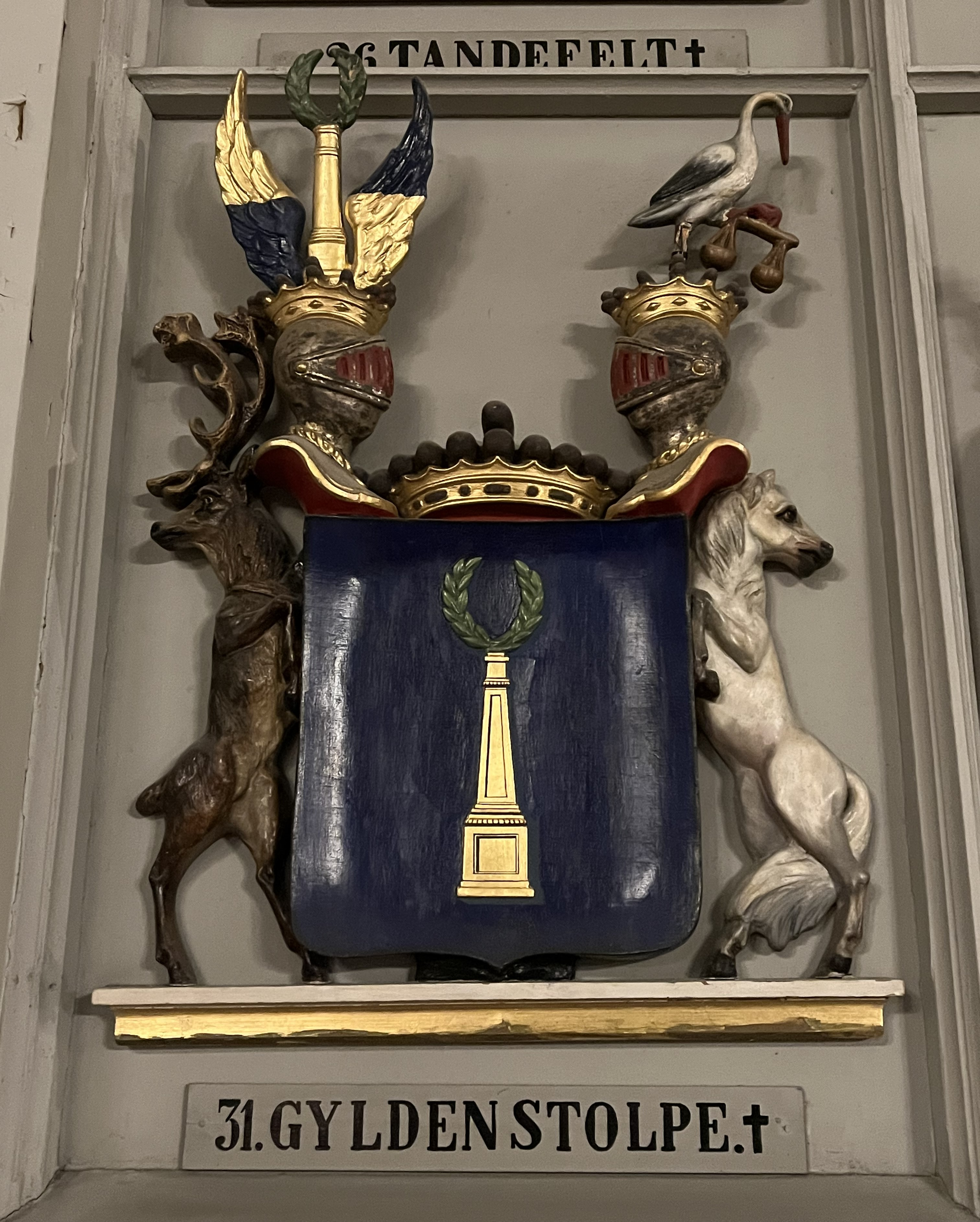
Friherrlig, nr 31
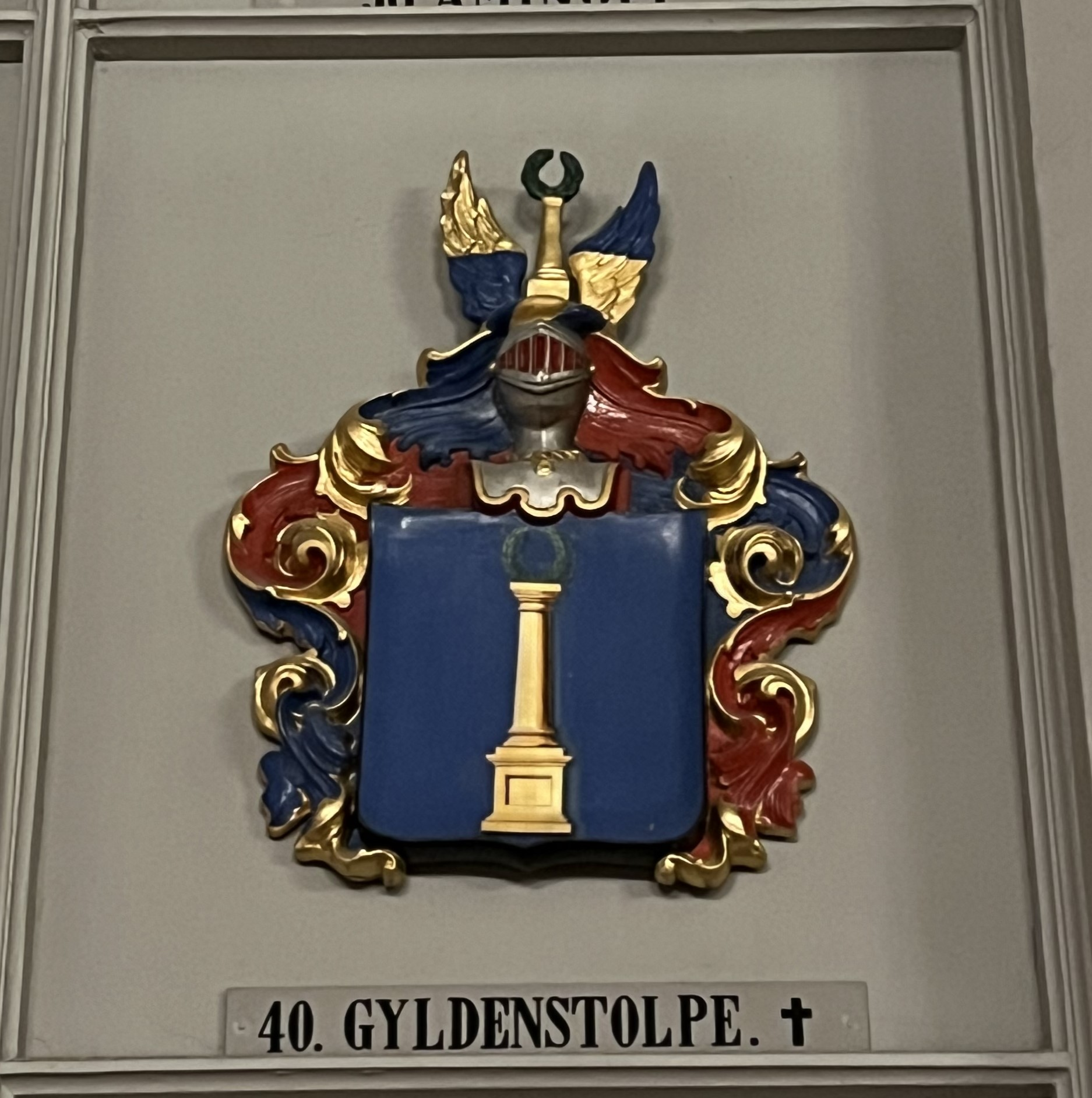
Adlig, nr 40